# Moya (Lugo)
Moya (llamada oficialmente Santiago de Moia) es una parroquia y una aldea española del municipio de Navia de Suarna, en la provincia de Lugo, Galicia.

## Organización territorial
La parroquia está formada por siete entidades de población, constando seis de ellas en el nomenclátor del Instituto Nacional de Estadística español:
- O Chao do Couso
- Coruxedo
- Moia
- Navallos
- Quintá (Quintá de Moia)
- Ventosa
- Vilar de Moia

## Demografía

### Parroquia
| Gráfica de evolución demográfica de Moya (parroquia) entre 2000 y 2020 |
|                                                                        |
| Datos según el nomenclátor publicado por el INE.                       |

### Aldea
| Gráfica de evolución demográfica de Moia (aldea) entre 2000 y 2020 |
|                                                                    |
| Datos según el nomenclátor publicado por el INE.                   |